# خروبیشوو
خروبیشوو (به لهستانی:  Hrubieszów) یک منطقهٔ مسکونی در لهستان است که در شهرستان خروبیشوف واقع شده‌است. خروبیشوو ۳۳٫۰۳ کیلومتر مربع مساحت و ۱۸٬۲۱۲ نفر جمعیت دارد و ۲۰۰ متر بالاتر از سطح دریا واقع شده‌است.

## خواهرخوانده
شهر وولودیمیر-وولینسکیی خواهرخواندهٔ خروبیشوو هست.